# Вишкіл УСС
Вишкіл УСС — формація Леґіону Українських січових стрільців, головним завданням якої було військове навчання новобранців та стрільців, які поверталися до Леґіону після одужання від хвороб і поранень.

## Відомості
Вишкіл УСС спочатку належав до Коша УСС, а з листопада 1915 став окремою формацією. Необхідність створення такої формації стала особливо нагальною після кривавих боїв на Бережанщині, у яких Леґіон зазнав значних втрат: понад 1300 осіб вбитими, пораненими і полоненими. Його рештки — близько 150 стрільців — командування корпусу перекинуло в район розташування Коша (село Пісочна біля Миколаєва над Дністром) для поповнення. З них було сформовано Вишкільну Групу УСС, яка розмістилася спочатку в Розвадові. Згодом після поповнення новобранцями місце постою поширилося на села Верин, Надітичі та Рудники.
1916 Вишкіл УСС підпорядковано вишкільній групі (командувач підполковник принц Оскар Гогенцоллерн) німецької Південної армії.
Командантами Вишколу від початку був отаман Мирон Тарнавський, згодом отаман Франц Кікаль (пізніше в ранзі підполковника — командант Леґіону), отаман Г. Коссак (1917 —1918 рр. — заступник команданта, а згодом командант), підполковник Кость Слюсарчук.
Усі новобранці потрапляли до Вишколу після короткого одно- чи двотижневого побуту в Коші. Подібно вишкіл мали відбути перед поверненням на фронт після одужання поранені чи хворі стрільці. Вишкіл тривав від 6 до 8 тижнів. Навчання було інтенсивним, оскільки за короткий час треба було набути вміння орудувати крісом, багнетом, гранатами, прицільно стріляти, виконувати сторожеву, похідну та окопну служби.
Підстаршини та старші здібніші стрільці скеровувалися до окремого підстаршинського вишколу на двомісячний курс у Роздолі або на різні спеціалізовані військові курси, як-от: скорострільний, мінометний, пробоєвий (наступальний), протигазової оборони тощо. Після такого навчання вони ставали підстаршинами. Старшин висилали на двомісячний старшинський курс у Трускавці.

Навчання підрозділу Вишколу УСС на стрільниці в Розвадові, 1916

Спочатку навчання відбувалося під керівництвом інструкторів — старшин, підстаршин — німецької армії. Пізніше ці функції перейняли стрілецькі старшини. Майже 7000 старшин і стрільців отримали бойовий вишкіл від німецьких інструкторів, завдяки чому в майбутньому частини УСС були найкраще вишколеними підрозділами УГА.
Основною методикою вишколу було взаємне навчання один одного: інструктори вчили індивідуально, після чого стрільці відпрацьовували навички один з одним. Це привчало їх до спостережливості та формувало вміння командувати та навчати інших.
Продовжувалося навчання бойовими вправами в сотнях. Навчання сотні закінчувалося перевіркою її боєздатності, яку проводив особисто підполковник принц Оскар. Це був відповідальний іспит для кожного стрільця та старшин сотні. Після перегляду сотня отримувала від командування письмову оцінку боєздатності. Якщо б оцінка була занизька, сотня мала б відбути повторний вишкіл. До честі стрільців, подібного жодного разу не траплялося у Вишколі УСС. Сотні після перегляду залишалися у Вишколі до потреби у поповненні фронтових частин УСС. У цей час сотні вдосконалювали бойову підготовку, відбували сторожову службу, допомагали місцевому населенню у господарських роботах. З 1916 посаду добірного вишкільника-сотенного в почергових сотнях (через фронтову інвалідність) займав Девоссер Михайло.
У лютому 1917 після кількамісячного навчання у Вишколі на фронт пішли два перші курені під командою підполковника Ф.Кікаля. Вишкіл продовжував поповнюватися, так що навесні 1918 він зібрав два з половиною боєздатні курені.
Організація частин у Вишколі була така ж, як і на фронті, тому вони могли в кожній хвилі трансформуватись у бойові підрозділи. Так, зокрема, сталося у листопаді 1918, коли УСС передислокувалися під Львів.
Коли 28 лютого 1918 Леґіон УСС перейшов Збруч і вступив на територію УНР, то австрійська влада не дала дозволу на виїзд в Україну Вишколу (близько 1000 осіб) та Коша (коло 700 осіб). Це стало можливим лише у червні 1918. Кіш і Вишкіл були розміщені в околицях Єлисаветграда на Херсонщині в районі дислокації VII кавалерійської дивізії. Команді дивізії підлягав і полк УСС, який належав до групи архикнязя Вільгельма Габсбургського. Пізніше Кіш перейшов до села Іванівки, а Вишкіл — до села Грузьке.
У червні 1918, коли УСС були переведені на Буковину, Вишкіл був розміщений у Чернівцях. Там він перебував з бойовими частинами коротко до Листопадового Зриву. У перших днях листопада Вишкіл переїхав як бойова частина під Львів, де ввійшов до складу УГА. Нові сотні Вишколу з новобранців та колишніх вояків австрійської армії формувалися у Станіславові.
У складі УГА командантами Вишколу після листопада 1918 були сотники Володимир Краснопер та Михайло Мельник.
Вишкіл залишався постійною військово-виховною формацією УГА аж до 10 березня 1920, коли більшовики переформували бригаду УСС на перший полк УСС. Тоді Вишкіл розформували, а весь особовий склад і майно передали до складу полку.
Вишкіл УСС виконав важливу історичну місію, перетворивши Леґіон УСС на високовартісну потужну бойову формацію та виховавши кільканадцять тисяч молодих українців на свідомих борців за незалежність України.